# Marcos Antônio Abdalla Leite
Marcos Antônio Abdalla Leite, detto Marquinhos (Rio de Janeiro, 23 marzo 1952), è un ex cestista brasiliano.

## Carriera
È stato selezionato dai Portland Trail Blazers al decimo giro del Draft NBA 1976 (162ª scelta assoluta).
Con il Brasile ha disputato tre edizioni dei Giochi olimpici (Monaco 1972, Mosca 1980, Los Angeles 1984), quattro dei Campionati mondiali (1970, 1974, 1978, 1982) e due dei Campionati americani (1980, 1984).

## Palmarès
- Coppa Intercontinentale: 1

EC Sírio: 1979